# Oplandske Gammel
Oplandske Gammel eller Gammel Opland er en snaps fremstillet efter en opskrift fra Oslo fra 1891. Den lagres på sherryfade af eg og opnår et strejf af vaniljesmag. Den anbefales specielt til norsk julemad, men kan med fordel drikkes til dansk smørrebrød. Det største salg finder sted i Bergen.